# ウェディング・フィーバー ゲスな男女のハワイ旅行
『ウェディング・フィーバー ゲスな男女のハワイ旅行』（原題: Mike and Dave Need Wedding Dates）は、2016年にアメリカ合衆国で製作されたコメディ映画。
脚本はザック・エフロンに新たなイメージを定着させて大ヒットした『ネイバーズ』の脚本コンビ、アンドリュー・ジェイ・コーエン、ブレンダン・オブライエンが脚本、ザック・エフロンが主役を務めた。共演はアダム・ディヴァイン。
この映画は2016年6月30日にロサンゼルスで初演され、20世紀フォックスによって2016年7月8日にアメリカで劇場公開された。世界中で7700万ドル以上の収益を上げた。

## あらすじ
子供の頃から仲のいいデイヴとマイクの兄弟。妹のジーニーがハワイで結婚式を挙げることになり、彼らも出席しようとするのだが、彼らの親であるバートは、冠婚葬祭の場で悪ふざけをし度々トラブルを起こす兄弟に痺れを切らし、2人にパートナーを連れてこなければ結婚式の出席を認めないと忠告。早速2人は、出会い系サイトでパートナーになりそうな2人を探すことに。パートナーには、無料でハワイに招待すると記載したことで情報は拡散していくのだった。一方、仲良しのアリスとタチアナ2人は、酒癖の悪さが原因でバーの仕事を首になる。それに加えアリスは結婚式当日に恋人に振られたショックで落ち込む毎日を送っていた。ある日、タチアナはデイヴとマイクがパートナーを探していることを知り、二人で兄弟を落としてハワイへ行こうと考える。

## キャスト
※（）は日本語吹き替え
- デイヴ…ザック・エフロン (細谷佳正)
- マイク…アダム・ディヴァイン (高木渉)
- アリス…アナ・ケンドリック (うえだ星子)
- タチアナ…オーブリー・プラザ (田村睦心)
- ジーニー…シュガー・リン・ビアード（釘宮理恵）
- エリック…サム・リチャードソン（丹沢晃之）
- バート…スティーヴン・ルート（稲葉実）
- ロージー…ステファニー・ファラシー（瀬田ひろ美）
- テリー…アリス・ウェッタールンド（甲斐田裕子）
- ベッキー…メアリー・ホランド（小島幸子）
- キース…ラヴェル・クローフォード（かぬか光明）
- ランディ…マーク・マロン
- キアヌ…クメイル・ナンジアニ
- ロニー…ジェイク・ジョンソン
- 日本語吹替その他･･･中村和正／森宮隆／北島善紀／西谷修一／美々／新谷真弓／きそひろこ／山本高広／森なな子／杉山里穂